# Альберто Марі
Альбе́рто Марі́ Са́нчес (ісп. Alberto Marí Sánchez; нар. 11 липня 2001, Аліканте) — іспанський футболіст, нападник клубу «Валенсія».

## Клубна кар'єра
Почав займатися футболом в команді «Коста Аліканте», а у віці 12 років перейшов в «Еркулес». 2016 року приєднався до структури клубу «Реал Вальядолід», за який виступав його старший брат.
2018 року перейшов в академію «Ейбара» разом зі своїм братом. У 2020 році відправлений до фарм-клубу «Віторія» з Терсери Дивізіон. 28 жовтня 2020 року дебютував за «Віторію», вийшовши в стартовому складі в матчі проти «Басконії». 28 листопада забив свій перший гол за клуб у поєдинку проти «Аріснабарри». 4 червня 2021 року залишив «Ейбар».
23 червня 2021 уклав трирічний контракт з «Валенсією», і одразу був  відправлений до резервної команди в Терсеру Дивізіон RFEF. У своєму першому сезоні відзначився 6 голами в 19 матчах, допомігши резервній команді підвищитись до Сегунди Федерасьйон.
Сезон 2022–23 провів у «Валенсії Б» (забив 11 голів у 28 матчах, ставши кращим бомбардиром команди), а в березні 2023 року почав тренуватися з першою командою. 23 квітня 2023 року дебютував за «Валенсію», вийшовши на заміну Самуелу Ліно в матчі Ла-Ліги проти «Ельче». Таким чином, став 110-им вихованцем академії «Валенсії», що дебютував за першу команду клубу. 14 травня 2023 року в поєдинку Ла-Ліги із «Сельтою» забив свій перший гол за «Валенсію», принісши перемогу своїй команді (2–1). 
23 липня 2023 року продовжив контракт з «Валенсією» до червня 2026 року. У вересні 2023 року переведений до першої команди «Валенсії».
30 серпня 2024 року на правах оренди перейшов у клуб Сегунди «Реал Сарагоса» до кінця сезону. 1 вересня дебютував за нову команду в матчі Сегунди проти «Мірандеса», вийшовши на заміну Марку Агуадо. 29 жовтня 2024 року в поєдинку Кубка Іспанії проти «Оспіталета» забив свій перший гол за «Реал Сарагосу». 22 лютого 2025 року в матчі проти «Гранади» вперше відзначився мʼячами у Сегунді, оформивши дубль.

## Статистика виступів
Станом на 10 травня 2025
| Клуб              | Сезон             | Чемпіонат             | Чемпіонат | Чемпіонат | Кубок | Кубок | Всього | Всього |
| Клуб              | Сезон             | Дивізіон              | Матчі     | Голи      | Матчі | Голи  | Матчі  | Голи   |
| ----------------- | ----------------- | --------------------- | --------- | --------- | ----- | ----- | ------ | ------ |
| Віторія           | 2020–21           | Терсера Дивізіон      | 20        | 5         | —     | —     | 20     | 5      |
| Валенсія Б        | 2021–22           | Терсера Дивізіон RFEF | 19        | 6         | —     | —     | 19     | 6      |
| Валенсія Б        | 2022–23           | Сегунда Федерасьйон   | 28        | 11        | —     | —     | 28     | 11     |
| Валенсія Б        | Всього            | Всього                | 47        | 17        | —     | —     | 47     | 17     |
| Валенсія          | 2022–23           | Ла-Ліга               | 5         | 1         | 0     | 0     | 5      | 1      |
| Валенсія          | 2023–24           | Ла-Ліга               | 16        | 1         | 3     | 0     | 19     | 1      |
| Валенсія          | 2024–25           | Ла-Ліга               | 1         | 0         | 0     | 0     | 1      | 0      |
| Валенсія          | Всього            | Всього                | 22        | 2         | 3     | 0     | 25     | 2      |
| → Реал Сарагоса   | 2024–25           | Сегунда Дивізіон      | 27        | 2         | 2     | 1     | 29     | 3      |
| Всього за кар'єру | Всього за кар'єру | Всього за кар'єру     | 116       | 26        | 5     | 1     | 121    | 27     |